# Eudule albata
Eudule albata là một loài bướm đêm trong họ Geometridae.